# Валвис Беј
Валвис Беј (енгл. Walvis Bay, хол. Walvisbaai), што у преводу значи "залив китова", је град у Намибији.
Због дубоке воде у заливу град је био битна лука у регији. Залив је такође богат планктонима који привлаче велики број китова и рибара. Због значајног стратешког положаја, кроз ову регију су прошле многе колонијалне силе, од Португалаца, до Енглеза и Немаца. Најближи град Валвис Беју је Свакопмунд, 30 km северно.

## Становништво
| Година       |
| Становништво |
| ------------ |